# 福雷地区于松
福雷地区于松（法語：Usson-en-Forez，法語發音：[ysɔ̃ ɑ̃ fɔʁɛ]），或纯音译作于松昂福雷，是法国卢瓦尔省的一个市镇，位于该省西南部，和多姆山省及上卢瓦尔省交汇，属于蒙布里松区。

## 地理
福雷地区于松（45°23'23"N, 3°56'29"E）面积47.24 平方千米，位于法国奥弗涅-罗讷-阿尔卑斯大区卢瓦尔省，该省份为法国中南部省份，北起顺时针与索恩-卢瓦尔省、罗讷省、伊泽尔省、阿尔代什省、上盧瓦爾省、多姆山省和阿列省接壤。
与福雷地区于松接壤的市镇（或旧市镇、城区）包括：阿皮纳克、埃斯蒂瓦雷耶、阿尔宗河畔克拉波讷、圣乔治拉格里科勒、圣于连当斯、圣帕勒德沙朗孔、萨扬、索韦桑日、维沃罗勒。
福雷地区于松的时区为UTC+01:00、UTC+02:00（夏令时）。

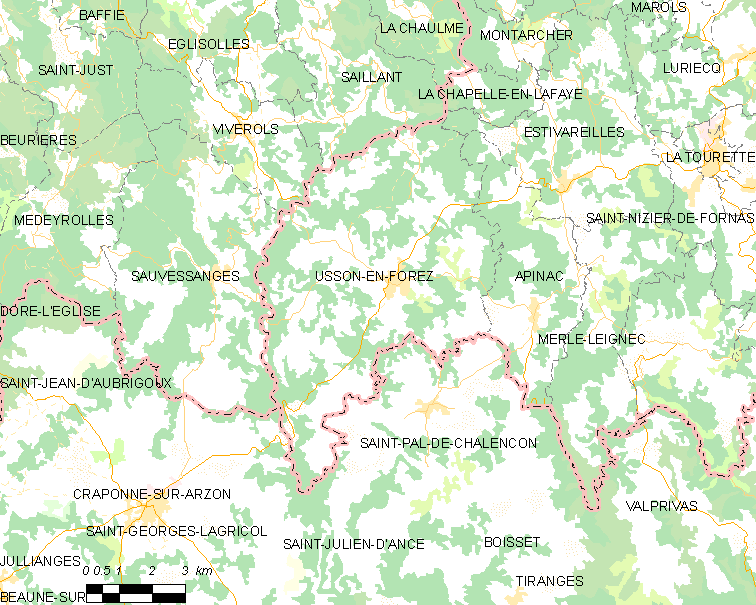
福雷地区于松的OSM定位图

## 行政
福雷地区于松的邮政编码为42550，INSEE市镇编码为42318。

## 政治
福雷地区于松所属的省级选区为圣瑞斯特-圣朗贝尔县。

## 交通
卢瓦尔省省道D91线、D92线、D104线和D498线在境内交汇。上卢瓦尔省省道D12线经过境内南部。

## 人口

1962-2008年间福雷地区于松人口变化图示

福雷地区于松于2022年1月1日时的人口数量为1461人。